# فيغاس ديل خينيل
بلدية فيغاس ديل خينيل (بالإسبانية: Vegas del Genil) هي بلدية تقع في مقاطعة غرناطة التابعة لمنطقة أندلوسيا جنوب إسبانيا.

## الديموغرافيا
بلغ عدد سكان بلدية فيغاس ديل خينيل 9.472 نسمة عام 2011 (وفقاً للمعهد الوطني الإسباني للإحصاء).
| 2.753 | 2.791 | 3.539 | 5.795 | 7.224 | 8.587 | 9.472 |